# Volkswagen SP2
La Volkswagen SP2 è un'autovettura di tipo sportivo, prodotta dalla Volkswagen brasiliana (esclusivamente per il mercato di quella nazione) negli anni che andarono dal 1972 al 1976, per un totale di 11.123 esemplari. Essa contendeva lo scarno mercato delle vetture sportive, in Brasile, alle varie Puma, Santa Matilde e Miura.

## Il contesto
Concepita come una coupé dall'aspetto elegante, simile alle costose auto sportive italiane del periodo, la SP2 montava però un semplice motore da 80 CV (56 kW) e 1700 cm³, con circa 160 km orari di velocità massima e un consumo medio di 10 km al litro, mentre un secondo modello, denominato SP1, uguale nelle forme, era ancora più economico, facendo uso di un 1600 cm³ da soli 70 CV (48 kW), tuttavia di questa vettura furono prodotte solo 88 unità. La SP2 aveva la caratteristica del raffreddamento ad aria, come la SP1 e i vari Maggiolino, Maggiolone, Tipo 3, 411/412, ecc. ecc..
Un progetto denominato SP3, ossia una SP2 con motore da 100 CV (75 kW) e 1600 cm³ raffreddato ad acqua, fu accantonato a causa dei costi eccessivi di produzione e di gestione.
Nel febbraio del 1976 la SP2 fu tolta di produzione, senza che un solo esemplare fosse stato importato in Europa.